# Nightcap Range
Die Nightcap Range ist ein Bergland im Norden von New South Wales in Australien, das 35 Kilometer nördlich von Lismore und 120 Kilometer südlich von Brisbane liegt. Über das Bergland erstreckt sich der Nightcap-Nationalpark und das Naturschutzgebiet Whian Whian State Conservation Area.

## Geschichte
Im Gebiet der Nightcape Range lebte ursprünglich der Wiljabullan Clan der Buldjalung-Aborigines. Die ersten Europäer drangen bereits um 1830 in dieses Gebiet ein. Es waren Holzfäller, die vor allem die australischen Rotzedern (Toona ciliata) fällten. In den Jahren 1976 bis 1979 engagierten sich Naturschützer gegen die Abholzung. Dadurch konnte im Jahr 1983 der Nightcap-Nationalpark durchgesetzt und unter Naturschutz gestellt werden. 5000 Hektar der Nightcap Range sind inzwischen als Bestandteil der Gondwana-Regenwälder Australiens ausgewiesen, ein UNESCO-Weltnaturerbe.

## Natur
Die Nightcap Range liegt am südlichen Rand des Schildvulkans Mount Warning, aus dem über lange Zeiträume Lava ausfloss und der in seiner explosiven Phase Rhyolith herausschleuderte. Die Böden der Nightcap Range sind Verwitterungsprodukte von Rhyolith und Basalt. Sie bildeten die Basis für reichhaltigen Pflanzenbewuchs, der durch ein subtropisches Klima und starke Regenfällen begünstigt wurde. Im Gebiet der Nightcap Range fallen die höchsten Niederschläge im Bundesstaat New South Wales. Ein subtropischer Regenwald entstand, in dem es eine reichhaltige Tier- und Pflanzenwelt gibt.
In der Pflanzen- und Tierwelt wurden 520 Pflanzen- und 276 Tierarten entdeckt, davon gelten 36 Tierarten als gefährdet. Aufgrund des Vogelartenvielfalt ist die gesamte Nightcap Range als Nightcap Range Important Bird Area gelistet worden. Dieses Vogelschutzgebiet erstreckt sich über 157 km² im Nordosten von New South Wales, einschließlich der Northcap Range.
Durch die Nightcap Range führen mehrere Wanderwege.

## Berge und Wasserfälle
In der Nightcap Range erheben sich mehrere Berge wie der Mount Burrell (Blue Knob) mit 933 Meter, Mont Neville mit 919 Meter und Mount Nardi mit 812 Meter über Meereshöhe.
Mächtige Wasserfälle stürzen über Felsenklippen wie der Minyon, Quandong und Protestor Falls.